# Oberschütze

Kragspeglar för SS-Oberschütze.

SS-Oberschütze var en grad inom Waffen-SS 1940–1945.